# Wenyen Gabriel
Wenyen Makuac Gabriel (Khartum, 26 marzo 1997) è un cestista sudsudanese con cittadinanza statunitense.

## Statistiche

### NCAA
| Anno      | Squadra           | PG | PT | MP   | TC%  | 3P%  | TL%  | RP  | AP  | PRP | SP  | PP  |
| --------- | ----------------- | -- | -- | ---- | ---- | ---- | ---- | --- | --- | --- | --- | --- |
| 2016-2017 | Kentucky Wildcats | 38 | 23 | 17,7 | 40,5 | 31,7 | 61,8 | 4,8 | 0,7 | 0,3 | 0,9 | 4,6 |
| 2017-2018 | Kentucky Wildcats | 37 | 7  | 23,1 | 44,2 | 39,6 | 62,5 | 5,4 | 0,6 | 0,8 | 1,1 | 6,8 |
| Carriera  | Carriera          | 75 | 30 | 20,3 | 42,6 | 36,7 | 62,2 | 5,1 | 0,6 | 0,5 | 1,0 | 5,7 |

#### Massimi in carriera
- Massimo di punti: 23 (2 volte)[1]
- Massimo di rimbalzi: 16 vs Auburn (12 novembre 2019)
- Massimo di assist: 6 vs Cleveland State (23 novembre 2016)
- Massimo di palle rubate: 3 (4 volte)
- Massimo di stoppate: 3 (7 volte)
- Massimo di minuti giocati: 34 vs Georgia (31 dicembre 2017)

### NBA

#### Regular season
| Anno      | Squadra             | PG  | PT | MP   | TC%  | 3P%  | TL%  | RP  | AP  | PRP | SP  | PP  |
| --------- | ------------------- | --- | -- | ---- | ---- | ---- | ---- | --- | --- | --- | --- | --- |
| 2019-2020 | Sacramento Kings    | 11  | 0  | 5,6  | 35,3 | 12,5 | 60,0 | 0,9 | 0,3 | 0,3 | 0,2 | 1,7 |
| 2019-2020 | Portland T. Blazers | 19  | 1  | 9,1  | 48,4 | 41,7 | 75,0 | 2,2 | 0,3 | 0,4 | 0,3 | 2,3 |
| 2020-2021 | N.O. Pelicans       | 21  | 0  | 11,5 | 40,0 | 40,6 | 64,7 | 2,6 | 0,5 | 0,4 | 0,4 | 3,4 |
| 2021-2022 | Brooklyn Nets       | 1   | 0  | 1,3  | -    | -    | -    | 1,0 | 0,0 | 0,0 | 0,0 | 0,0 |
| 2021-2022 | L.A. Clippers       | 6   | 0  | 7,7  | 38,5 | 40,0 | 50,0 | 2,3 | 0,3 | 0,2 | 0,3 | 2,3 |
| 2021-2022 | L.A. Lakers         | 19  | 5  | 16,4 | 50,5 | 26,1 | 60,5 | 4,3 | 0,6 | 0,2 | 0,5 | 6,7 |
| 2022-2023 | L.A. Lakers         | 68  | 2  | 15,1 | 59,6 | 27,8 | 61,9 | 4,2 | 0,5 | 0,4 | 0,5 | 5,5 |
| 2023-2024 | Memphis Grizzlies   | 5   | 0  | 16,2 | 36,4 | 16,7 | 0,0  | 5,0 | 0,6 | 0,4 | 0,4 | 3,4 |
| Carriera  | Carriera            | 150 | 8  | 12,9 | 52,4 | 31,1 | 60,6 | 3,4 | 0,5 | 0,4 | 0,4 | 4,4 |

#### Play-off
| Anno     | Squadra             | PG | PT | MP   | TC%  | 3P%  | TL%  | RP  | AP  | PRP | SP  | PP  |
| -------- | ------------------- | -- | -- | ---- | ---- | ---- | ---- | --- | --- | --- | --- | --- |
| 2020     | Portland T. Blazers | 4  | 2  | 13,3 | 60,0 | 40,0 | 50,0 | 2,5 | 1,0 | 0,5 | 0,5 | 5,3 |
| 2023     | L.A. Lakers         | 10 | 0  | 3,7  | 40,0 | -    | 66,7 | 0,9 | 0,0 | 0,2 | 0,3 | 1,0 |
| Carriera | Carriera            | 14 | 2  | 6,4  | 52,0 | 40,0 | 60,0 | 1,4 | 0,3 | 0,3 | 0,4 | 2,2 |

#### Massimi in carriera
- Massimo di punti: 17 vs Toronto Raptors (18 marzo 2022)[2]
- Massimo di rimbalzi: 14 vs Houston Rockets (15 marzo 2023)
- Massimo di assist: 3 (4 volte)
- Massimo di palle rubate: 3 (2 volte)
- Massimo di stoppate: 3 vs Toronto Raptors (10 marzo 2023)
- Massimo di minuti giocati: 38 vs Denver Nuggets (10 aprile 2022)

### G League
| Anno      | Squadra        | PG  | PT | MP   | TC%  | 3P%  | TL%  | RP  | AP  | PRP | SP  | PP   |
| --------- | -------------- | --- | -- | ---- | ---- | ---- | ---- | --- | --- | --- | --- | ---- |
| 2018-2019 | Stockton Kings | 42  | 14 | 20,7 | 48,8 | 37,0 | 73,8 | 6,6 | 1,1 | 0,5 | 1,1 | 10,1 |
| 2019-2020 | Stockton Kings | 7   | 0  | 25,1 | 56,8 | 46,2 | 90,5 | 8,6 | 1,3 | 1,0 | 1,9 | 19,3 |
| 2021-2022 | Wisconsin Herd | 20  | 17 | 26,7 | 46,6 | 34,8 | 48,9 | 9,0 | 1,6 | 1,0 | 2,0 | 14,7 |
| 2023-2024 | Wisconsin Herd | 42  | 42 | 31,6 | 52,1 | 38,6 | 62,4 | 9,5 | 2,9 | 1,0 | 1,6 | 15,0 |
| Carriera  | Carriera       | 111 | 73 | 26,2 | 50,3 | 37,9 | 66,4 | 8,3 | 1,9 | 0,8 | 1,5 | 13,4 |

### Eurolega
| Anno      | Squadra          | PG | PT | MP   | TC%  | 3P% | TL%  | RP  | AP  | PRP | SP  | PP  |
| --------- | ---------------- | -- | -- | ---- | ---- | --- | ---- | --- | --- | --- | --- | --- |
| 2024-2025 | Maccabi Tel Aviv | 9  | 7  | 15,1 | 48,9 | 0,0 | 33,3 | 4,7 | 1,3 | 0,3 | 1,1 | 5,8 |
| 2024-2025 | Panathīnaïkos    | 23 | 15 | 17,1 | 68,5 | 0,0 | 44,7 | 3,6 | 0,5 | 0,7 | 0,9 | 6,0 |
| Carriera  | Carriera         | 32 | 22 | 16,5 | 61,8 | 0,0 | 41,1 | 3,9 | 0,7 | 0,6 | 0,9 | 6,0 |

## Palmarès
- Coppa di Grecia: 1

Panathinaikos: 2024-2025
- Coppa di Lega israeliana: 1

Maccabi Tel Aviv: 2024